# Velike Lese
Velike Lese este o localitate din comuna Ivančna Gorica, Slovenia, cu o populație de 119 locuitori.